# H.N. Andersen
H.E. Hans Niels Andersen, kendt som H.N. Andersen, (10. september 1852 i Nakskov  – 30. december 1937 i Charlottenlund) var en dansk erhvervsmand, etatsråd og stifter af Det Østasiatiske Kompagni (ØK).

## Fra skibsbygger til erhvervsmand
H.N. Andersen var faglært skibsbygger fra Nakskov, der i en ung alder lod sig opskrive som besætningsmedlem på barken Mars, der sejlede fra Liverpool, England. I 1876 besøgte H.N. Andersen Bangkok, hovedstaden i Siam (nu: Thailand). I 1884 fik han stilling som kaptajn på det siamesiske skib Thom Kramon, der sejlede teaktræ til Europa. Erfaringen fra handelslivet fik H.N. Andersen til at bosætte sig i Bangkok og stifte handelsfirmaet Andersen & Co.
Fra Siam forsøgte H.N. Andersen at gøre handelsforbindelsen imellem Danmark og det sydøstlige Asien til en lukrativ forretning, men mødte modstand fra datidens største danske erhvervsmand og filantrop, bankdirektør i Privatbanken (nu: Nordea) C.F. Tietgen. I 1897 fik H.N. Andersen imidlertid overbevist Isak Glückstadt, direktør i Landmandsbanken (nu: Danske Bank), om sin forretningsplan og 19. marts 1897 blev det offentligt handlede Aktieselskabet Det Østasiatiske Kompagni (ØK) stiftet med en selskabskapital DKK 2.000.000. Selskabets formål var i henhold til sin vedtægt at bedrive international handel, industri og transport, gennem bl.a. linjeskibstrafik imellem Europa og Fjernøsten. Aktiviteterne i Andersen & Co. blev indskudt i det nye selskab, og dets kontor i Bangkok blev omdannet til ØKs første oversøiske filial.
I de første år stod H.N. Andersen bag en ekspansiv vækst i ØK, som i denne periode åbnede sit nye hovedkontor, Asia House der stadig eksisterer, i Frihavnen i København. Der blev oprettet filialer i Rusland, Frankrig og Sydafrika. Men på grund af en faldende produktion af teaktræ i Siam imellem 1902-1904, kom selskabet i økonomisk uføre og oplevede et kapitaltab på 60 %. For at sikre en kapitaludvidelse sørgede H.N. Andersen for, at de eksisterende tab blev skjult; noget der i dag ville være klart ulovligt. Sagen blev i offentligheden døbt Kinch-affæren (efter direktør Emanuel Kinch), efter at journalisten Niels Bransager havde afsløret forholdene.
Efter en succesfuld kapitaludvidelse blev selskabets forretningsmodel ændret således, at den kom til at udgøre en lukket cirkel: Aktiviteterne med skibsfragt skulle understøtte handelsaktiviteterne, handelsaktiviteterne understøtte industrialiseringsaktiviteterne og industrialiseringsaktiviteterne understøtte handelsaktiviteterne.[kilde mangler] ØK-bygningen i Holbergsgade 2 i København, blev indviet i 1908 og året efter blev selskabet noteret på børsen i Paris. Forretningsmodellen blev fulgt gennem investeringer i virksomheder der kunne forarbejde produkter fra Asien (Dansk Sojakagefabrik og Stettiner Oelwerk) og virksomheder, der kunne sælge danske produkter i Asien (OTA havremølle (kendt for sit produkt OTA Solgryn), Nørresundby Portland Cement (nu: Aalborg Portland)).
Under Første Verdenskrig havde H.N. Andersen og Landmandsbanken betydelige indtægter gennem ulovlig spekulation, og i forbindelse med Landmandsbankens konkurs i 1922 var der en fare for, at forholdet ville blive offentligt kendt. H.N. Andersen formåede dog at få standset de statslige undersøgelser af Landmandsbanken, og forholdene er først senere blevet kendt.[kilde mangler]

## Politik
H.N. Andersen var borgerlig og støttede partiet Venstre og processen, der skulle føre til Systemskiftet i 1901.[kilde mangler] Johan Henrik Deuntzer, den senere statsminister fra Venstre, var næstformand i ØKs bestyrelse. Han støttede kong Christian X's afskedigelse af Zahles regering i 1920, hvilket førte til Påskekrisen, fordi Zahles politik i grænsespørgsmålet ikke stemte overens med H.N. Andersens virksomhedsmæssige ambitioner.[kilde mangler]
H.N. Andersen ejede i årene 1916-18 herregården Oksholm med Klavsholm.

## Ridder af Elefantordenen
Som en ud af i alt kun fem danske borgere i 1900-tallet blev H.N. Andersen slået til ridder af Elefantordenen. En ære, der siden kun er overgået to borgerlige danskere: Atomfysikeren Niels Bohr og skibsrederen Mærsk McKinney Møller.

## Familie
H.N. Andersen var søn af daglejeren Iver Andersen (ca.1800-1865) og Elisabeth Hansdatter (ca.1810-1891). H.N. Andersen blev gift den 15. december 1885 i Bangkok med Anna Marie Benedictsen (27. februar 1868 - 27. december 1940), datter af skibskaptajn Jens Jacob Benedictsen (1833-1915) og Catharina Koch (1841-1876). Han og Anna fik børnene:
1. Astrid Elisabeth Andersen (1890-1976), gift med kammerherre og hofjægermester Frode Busky-Neergaard
2. Hofjægermester Sigurd Andersen (1894-1961)
3. Hofjægermester Kay Iver Andersen (1895-1933)

Alle børnene hed Andersen til efternavn og var født i Bangkok.